# Яо Вэньюань
Яо Вэньюа́нь (кит. 姚文元, пиньинь Yáo Wényuán, 11 декабря 1931 — 23 декабря 2005) — китайский литературный критик, писатель и политик, участник «Банды четырёх».

## Биография
Родился в уезде Чжуцзи провинции Чжэцзян.
В 1948 году вступил в Коммунистическую партию Китая.
В 1966 году выступил одним из инициаторов Культурной революции. Состоял в Группе по делам Культурной революции при ЦК КПК. Вместе с женой Мао Цзэдуна Цзян Цин, а также с Чжан Чуньцяо и Ван Хунвэнем входил в группировку руководителей Коммунистической партии Китая, известную под названием «Банда четырех», которая после прихода к власти Дэн Сяопина была обвинена в контрреволюционной деятельности во время Культурной революции.
После 9-го съезда Коммунистической партии Китая (апрель 1969 года) — член Политбюро ЦК КПК, с августа 1973 года — ответственный за идеологическую работу КПК.
После смерти Мао Цзэдуна в Китае развернулась борьба за власть, в результате которой в октябре 1976 году Яо Вэньюань и другие участники «Банды четырех» были арестованы. В 1977 году Яо Вэньюань был исключен из партии, в 1981 году он был приговорён к 20-летнему тюремному заключению и пятилетнему поражению в политических правах.
Яо Вэньюань — единственный из «Банды четырех», отбывший полностью весь срок заключения Он вышел на свободу в 1996 году и поселился в Шанхае, где стал писать книгу.
Умер в Шанхае от сахарного диабета 23 декабря 2005 года.